# Selliguea wardii
Selliguea wardii là một loài dương xỉ thuộc họ Polypodiaceae. Loài này được Charles Baron Clarke mô tả khoa học đầu tiên năm 1889.